# Imperia Tower
L'Imperia Tower est un gratte-ciel de Moskva-City, construit en 2010.
Il comporte 60 étages et atteint 239 mètres à son sommet.
L'architecte est l'agence américaine NBBJ.